# Rangoon
Rangoon (burmesiska: ရန်ကုန်မြို့, med officiell burmesisk transkription Yangon) är en regionhuvudort i Myanmar (Burma). Rangoon var huvudstad i landet fram till den 6 november 2005 då Naypyidaw blev huvudstad. Den ligger i regionen Rangoon, i den södra delen av landet, 300 km söder om huvudstaden Naypyidaw. Rangoon är med sina fyra miljoner invånare den största staden och det kommersiella centret i landet. Stadens infrastruktur är relativt outvecklad. Rangoon har flest byggnader från kolonialtiden i hela Sydostasien.

## Historia
Rangoon grundades troligen redan på 500-talet under namnet Dagon av monerna. Staden var en liten fiskarby utan större betydelse till dess kung Alaungpaya gjorde den till huvudstad i sitt rike 1753. Då fick den sitt nuvarande namn. 1824 intog britterna staden under första anglo-burmesiska kriget. Den återvände dock till burmesernas händer. Den erövrades av britterna 1852 under andra anglo-burmesiska kriget och växte sedan kraftigt. 1841 brandförstördes staden helt. Under andra världskriget erövrades den av Japan i mars 1942. Den har sedan minskat i betydelse som storstad efter självständigheten 1948, när den nya burmesiska staten valde att isolera sig från omvärlden. Under Ne Wins styrestid missgynnades stadens infrastruktur något och höll inte jämn takt med befolkningstillväxten. Under 1990-talet skedde förändringar på den punkten. Flera byggnader från kolonialtiden har rivits för att ge plats åt servicebyggnader och shoppingcenter. Många större vägar och broar har byggts. Elektricitet och sanitet är dock inte utvecklat.
1974, 1988 och 2007 ägde protester mot den styrande militärjuntan rum i staden. De slogs ned brutalt. 2008 drabbades staden av cyklonen Nargis.

## Administrativ indelning
Rangoon administreras av en stadskommitté och omfattar 33 kommunala distrikt (myo ne), med delar i samtliga av Rangoonregionens fyra distrikt. Borgmästare är Aung Thein Lynn.
| Norra distriktet                                   | Södra distriktet          | Västra distriktet | Östra distriktet |
| -------------------------------------------------- | ------------------------- | --- | --- |
| - Hlaingtharya - Insein - Mingaladon - Shwepyithar | - Dala - Seikgyikanaungto | - Ahlone - Bahan - Dagon - Hlaing - Kamaryut - Kyauktada - Kyeemyindaing - Lanmadaw - Latha - Mayangone - Pabedan - Sanchaung - Seikkan | - Botahtaung - Dagon Myothit (Seikkan) - Dawbon - Mingalartaungnyunt - Norra Dagon Myothit - Norra Okkalapa - Pazundaung - Södra Dagon Myothit - Södra Okkalapa - Tamwe - Thaketa - Thingangyun - Yankin - Östra Dagon Myothit |

## Geografi
Rangoon är belägen där floderna Yangon och Bago flyter samman och är cirka tre mil från Martabanbukten. Det råder ett tropiskt regnskogs monsunklimat. Årsmedeltemperaturen i trakten är 25 °C. Den varmaste månaden är april, då medeltemperaturen är 30 °C, och den kallaste är juni, med 22 °C. Genomsnittlig årsnederbörd är 3 978 millimeter. Den regnigaste månaden är augusti, med i genomsnitt 919 mm nederbörd, och den torraste är januari, med 1 mm nederbörd.
Terrängen runt Rangoon är mycket platt. Runt Rangoon är det tätbefolkat, med 459 invånare per kvadratkilometer. Rangoon är det största samhället i trakten. Omgivningarna runt Rangoon är en mosaik av jordbruksmark och naturlig växtlighet.

## Kommunikationer
Rangoon är knutpunkten för resor i området. Rangoons internationella flygplats är belägen 1,9 mil från själva staden och är knutpunkten för inlandsresor. Destinationer till Bangkok, Hongkong, Kuala Lumpur, Kunming och Singapore. Flygplatsen har inlandsdestinationer till de flesta av de större städerna. Den största järnvägsstationen är Yangon Central Railway Station.